# Periclina mera
Periclina mera là một loài bướm đêm trong họ Geometridae.